# Acid tranexamic
Acidul tranexamic este un medicament antihemoragic, fiind utilizat pentru prevenirea și tratamentul hemoragiilor determinate de fibrinoliza sistemică sau locală. Căile de administrare disponibile sunt intravenoasă și orală. Este un analog sintetic de lizină, acționând ca antifibrinolitic prin legarea reversibilă de situsurile pentru lizină din plasminogen. 
Se află pe lista medicamentelor esențiale ale Organizației Mondiale a Sănătății.